# Tatjana Schöps
Tatjana Schöps (* 1966 in Hamburg) ist eine deutsche Filmeditorin.

## Leben
Tatjana Schöps begann 1987 ihre Ausbildung zur Film- und Videoeditorin bei Studio Hamburg und war einige Jahre als Schnitt-Assistentin tätig. 1997 wurde sie als eigenständige Filmeditorin aktiv. Zu ihren Arbeiten gehören die Serien Großstadtrevier und Neues aus Büttenwarder sowie eine Reihe von Fernsehfilmen.

## Filmografie (Auswahl)
- 1997–2019: Großstadtrevier (Fernsehserie, 58 Folgen)
- 1999–2002: Die Männer vom K3 (Fernsehserie, 4 Folgen)
- 2000–2015: Neues aus Büttenwarder (Fernsehserie, 50 Folgen)
- 2011: Der Weihnachtsmuffel
- 2017: Nord bei Nordwest – Der Transport
- 2017: Vadder, Kutter, Sohn
- 2018: Wolfsland: Irrlichter
- 2018–2019: Herr und Frau Bulle (Fernsehreihe)
  - 2018:  Tod im Kiez
  - 2019:  Totentanz
- 2019: Charlotte Link – Im Tal des Fuchses
- 2020: Wolfsland: Kein Entkommen
- 2020: Wolfsland: Das Kind vom Finstertor
- 2021: Wir bleiben Freunde
- 2022: Wilsberg: Gene lügen nicht (Fernsehreihe)
- 2022: Tatort: Propheteus (Fernsehreihe)
- 2022: Wilsberg: Schmeckt nach Mord (Fernsehreihe)
- 2022: Nord bei Nordwest – Der Andy von nebenan
- 2023: Blind ermittelt – Tod im Weinberg (Fernsehreihe)
- 2023: Wilsberg: Wut und Totschlag (Fernsehreihe)
- 2024: Wilsberg: Ein Detektiv und Gentleman (Fernsehreihe)
- 2024: Ich hab den Weihnachtsmann geküsst (Fernsehfilm)